# Дьяковское муниципальное образование
Дьяковское муниципальное образование — сельское поселение в составе Краснокутского района Саратовской области. Административный центр — село Дьяковка.

## Население
| 2010  | 2011  | 2012  | 2013  | 2014  | 2015  | 2016  |
| ----- | ----- | ----- | ----- | ----- | ----- | ----- |
| 1300  | ↘1297 | ↘1265 | →1265 | ↗1270 | ↘1236 | ↘1232 |
| 2017  | 2018  | 2019  | 2020  | 2021  |       |       |
| ↘1187 | ↘1171 | ↘1143 | ↗1146 | ↘999  |       |       |

## Состав сельского поселения
| № | Населённый пункт | Тип населённого пункта       | Население |
| - | ---------------- | ---------------------------- | --------- |
| 1 | Дьяковка         | село, административный центр | ↘999      |